# Abai (Arabien)
Abai (altgriechisch Ἄβαι) war nach Diodor eine Stadt in Arabien. Diokles war Mitte des 2. Jahrhunderts v. Chr. dort Dynast.